# 德姆尼茨河

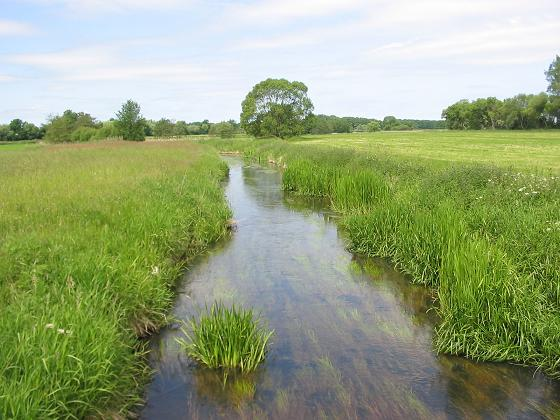
德姆尼茨河

德姆尼茨河（德語：Dömnitz）是德國勃蘭登堡州的河流，位於該國東北部，屬於施泰珀尼茨河的支流，河道全長29.5公里，河口處在大潘科附近。